# Gélose M17
La gélose M17 est utilisée in vitro pour la culture et l'isolement des lactocoques, comme Lactococcus lactis, des streptocoques lactiques mésophiles, Streptococcus thermophilus dans le yaourt, fromages et autres produits laitiers.
Lorsque le lactose est remplacé par du glucose, le milieu gélose M17 classique prend le nom de « gélose M17 glucose - bouillon M17 saccharose ».

## Composition
La formule-type peut varier et être ajustée. Dosage pour un litre de milieu :
- Tryptone[4]  2,5 g
- Peptone papaïnique de soja 5,0 g
- Peptone pepsique de viande 2,5 g
- Extrait de viande 5,0 g
- Extrait autolytique de levure 2,5 g
- Béta-Glycérophosphate de sodium 19,0 g
- Sulfate de magnésium 0,25 g
- Lactose 5,0 g
- Acide ascorbique 0,5 g
- Agar-agar bactériologique 15,0 g

pH à 25 °C : 7,1 ± 0,2

## Préparation
Avec un milieu déshydraté : 57,2 g de poudre dans un litre d'eau distillée ou déminéralisée. Porter peu à peu à ébullition en agitant constamment jusqu'à dissolution. Verser dans des tubes ou flacons, et stériliser à l'autoclave, 115 °C pendant 20 minutes.